# Johan Wittlock
Johan August Zacharias Wittlock, född 11 oktober 1828 i Växjö, död där 4 juli 1910, var en svensk läkare och samlare.
Johan Wittlock var son till rådmannen Bengt Gustaf Wittlock och Sara Maria Sager. Han blev student vid Uppsala universitet 1847, medicine kandidat 1854 och medicine licentiat 1856. Han blev andre bataljonsläkare vid Jönköpings regemente 1857, extra provinsialläkare i Värnamo distrikt samma år, andre bataljonsläkare vid Kronobergs regemente 1862 och förste bataljonsläkare där 1872 samt efter avsked 1887 regementsläkare i Fältläkarkårens reserv. Vid sidan av sin gärning som militärläkare och sin praktik särskilt som ögonläkare ägnade sig Wittlock med stort intresse åt arkeologi och numismatik. Sina stora samlingar av fornsaker och mynt, huvudsakligen funna i Värend, skänkte han 1890 dels till Smålands museum i Växjö, dels till Vitterhetsakademien, där han från 1866 var medlem.